# رایهام (ماساچوست)
رایهام(به انگلیسی: Raynham) شهرکی در شهرستان بریستول ایالت ماساچوست می‌باشد که در سال ۱۷۳۱ بنیان‌گذاری شده‌است. این شهرک در سرشماری سال ۲۰۱۰ میلادی، ۱۳٬۳۸۳ نفر جمعیت داشته‌است.